# Ђулелија
Ђулелија (мкд. Ѓулели, тур. Göleli) је насеље у Северној Македонији, у југоисточном делу државе. Ђулелија је насеље у оквиру општине Валандово.

## Географија
Ђулелија је смештена у југоисточном делу Северне Македоније. Од најближег града, Валандова, насеље је удаљено 15 km северозападно.
Насеље Ђулелија се налази у историјској области Бојмија. Насеље је положено у јужној подгорини планине Плавуш, на приближно 110 метара надморске висине. Јужно од насеља пружа се долина реке Вардар.
Месна клима је измењена континентална са значајним утицајем Егејског мора (жарка лета).

## Становништво
Ђулелија је према последњем попису из 2002. године била без становника.
Већинско становништво у насељу били су Турци (спонтано се иселили у матицу после Другог светског рата), а претежна вероисповест месног становништва ислам.